# زبان سامی تر
سامی تر یک زبان سامی و شرقی‌ترین آن‌هاست. این زبان در بخش شمال شرقی شبه‌جزیره کولا گفتگو می‌شود و امروزه یک زبان در آستانه مرگ به‌شمار می‌رود؛ چرا که در سال ۲۰۰۴ فقط ۱۰ گویشور از آن باقی مانده بود. در سال ۲۰۱۰ این تعداد به دو نفر کاهش یافت.

## سامانه نوشتاری
نخستین سامانه نوشتاری سامی تر گونه‌ای از خط لاتین و بر پایه سامی اسکولت بود که در دهه ۱۹۳۰ ابداع شده بود. پس از جنگ جهانی دوم این سامانه با یک الفبای سیریلیک بر پایه سامی کیلدین جایگزین شد.